# Philip Roth
Philip Milton Roth (Newark, 19 marzo 1933 – New York, 22 maggio 2018) è stato uno scrittore statunitense.
È stato uno dei più noti e premiati scrittori statunitensi della sua generazione, considerato non solo tra i più importanti romanzieri ebrei di lingua inglese – una tradizione che annovera autori come Saul Bellow, Henry Roth, E. L. Doctorow, Bernard Malamud e Paul Auster – ma anche, secondo il critico Harold Bloom, il maggiore prosatore statunitense dopo Faulkner; per Bloom, «Roth è il culmine di un enigma irrisolto nella letteratura ebraica dei secoli XX e XXI. Le complesse influenze di Kafka e Freud e il malessere della vita ebraico-statunitense produssero in Philip un nuovo genere di sintesi».
Si fece conoscere con il racconto lungo Goodbye, Columbus, poi unito ad altri 5 più brevi in volume (premiato con il National Book Award), ma consolidò la propria fama con Lamento di Portnoy, da alcuni considerato scandaloso. Da allora si ritagliò un posto di grande interesse e attesa in occasione dell'uscita di ogni titolo, forte di una produzione ampia e costante e grazie allo scontro tra estimatori e detrattori che lo accusavano di utilizzare un linguaggio troppo aperto e scurrile. Si affermò poi definitivamente come uno dei maggiori autori al mondo durante la sua "terza fase", in cui spicca il romanzo Pastorale americana. 
Proposto più volte per il Premio Nobel, non l'ottenne mai, pur essendo stato premiato con altri riconoscimenti.
I suoi romanzi tendono a essere autobiografici, con la creazione di alter ego (il più famoso dei quali è Nathan Zuckerman, che appare in diverse opere), con personaggi che portano il suo vero nome e persino usando personaggi che si chiamano Philip Roth, ma non sono lui (come in Operazione Shylock). Oltre alla vena autobiografica, i suoi ritratti familiari e di quartiere diventano fortemente esemplari dell'umanità della zona (la periferia a ovest di New York e soprattutto Newark) e dell'epoca, tanto da contribuire a dipingere un'identità personale e collettiva.

## Biografia
Roth nacque a Newark, nel New Jersey, il 19 marzo 1933, figlio di immigrati galiziani di origine ebraica. Frequentò la Rutgers University di Newark per un anno, poi si trasferì alla Bucknell University in Pennsylvania, dove si laureò con lode in Inglese; in seguito, conseguì il master alla Chicago University in letteratura anglosassone. Si dedicò poi brevemente all'insegnamento, tenendo corsi di scrittura creativa e di storia della letteratura alle università di Iowa e a Princeton. Insegnò poi letteratura comparata all'Università della Pennsylvania fino al 1991, quando decise di dedicarsi a tempo pieno al solo esercizio della scrittura. Dopo l'università prestò servizio militare per due anni, durante i quali scrisse racconti e recensioni per qualche rivista (Et Cetera, Chicago Review, Epoch, Commentary, The New Republic e Esquire e finalmente The New Yorker e The Paris Review).
Durante gli anni vissuti a Chicago, Roth sposò Margaret Martinson, dalla quale si separò nel 1963. La donna morì poi in un incidente stradale nel 1968, evento che divenne parte della sua opera, con l'esplorazione dell'interiorità di personaggi che hanno perduto qualcuno improvvisamente e ne cercano una ragione o si domandano se ne hanno in qualche modo colpa. In particolare, si può riconoscere la sua prima moglie dietro i personaggi di Lucy Nelson in Quando lei era buona e di Maureen Tarnopol in La mia vita di uomo, ma sembra apparire anche in I fatti. Autobiografia di un romanziere e nelle fantasie del protagonista di Il teatro di Sabbath.
Nel 1990 sposò in seconde nozze l'attrice Claire Bloom, con cui conviveva da tempo; nel 1994 si separò anche da lei. Bloom pubblicò un libro di memorie, Leaving a Doll's House (1996), in cui Roth viene ritratto in modo poco generoso. Alcune pagine amare di Ho sposato un comunista sembrano costruite in reazione al libro di lei. Nella vita dello scrittore vi fu un episodio di esaurimento nervoso (descritto in Operazione Shylock), la cui terapia gli causò insonnia e, a sentire la seconda moglie, lo rese mentalmente crudele.
Il 10 novembre 2012, all'età di 79 anni, Roth annunciò pubblicamente in un'intervista alla rivista francese Les Inrockuptibles il suo addio alla letteratura, usando questa metafora: «Alla fine della sua vita il pugile Joe Louis disse: "Ho fatto del mio meglio con i mezzi a mia disposizione". È esattamente quello che direi oggi del mio lavoro. Ho deciso che ho chiuso con la narrativa. Non voglio leggerla, non voglio scriverla, e non voglio nemmeno parlarne».
Poche ore dopo, la notizia venne confermata dal suo editore Houghton Mifflin.
L'autore precisò inoltre di aver dato istruzioni ai suoi parenti di distruggere dopo la sua morte il suo archivio personale, che avrebbe potuto contenere alcuni inediti. Contestualmente, abbandonò il proprio appartamento nell'Upper West Side di New York e si trasferì definitivamente nella fattoria di sua proprietà nel Connecticut, dove nel marzo del 2013 rilasciò una lunga intervista alla rete televisiva pubblica PBS per la serie American Masters.
Morì a New York il 22 maggio 2018, a 85 anni, a causa di un'insufficienza cardiaca.

## Carriera letteraria

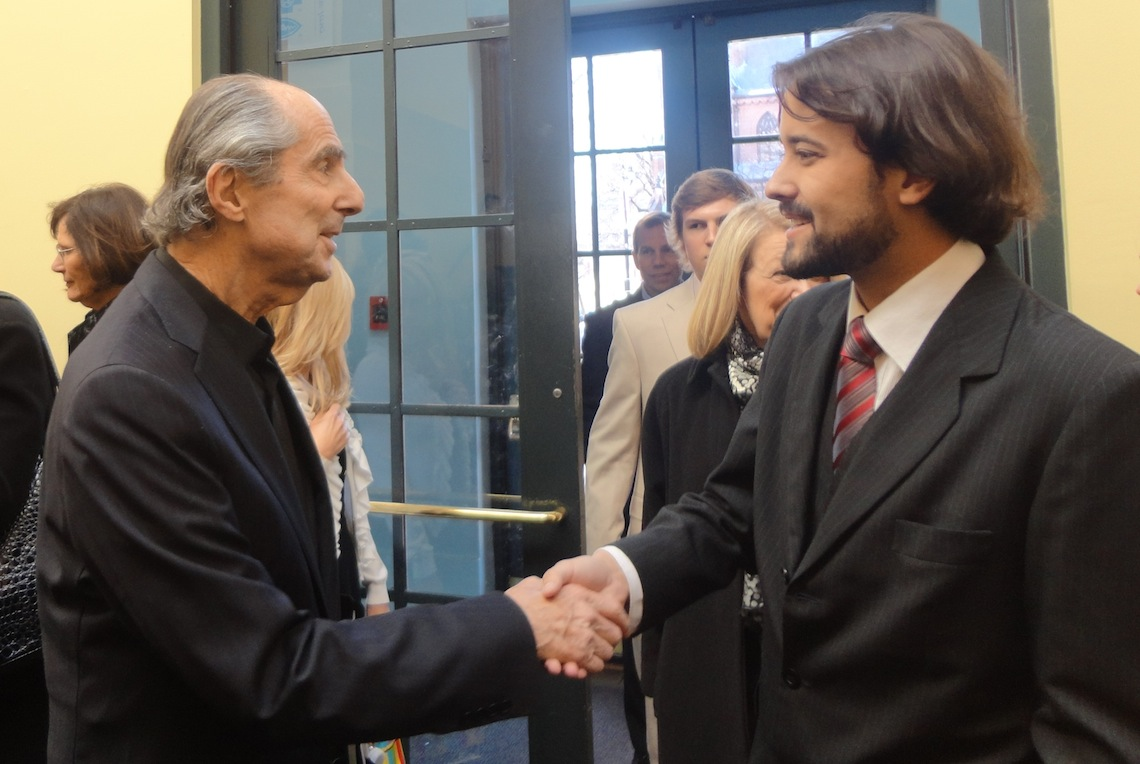
Philip Roth con lo scrittore brasiliano Felipe Franco Munhoz nel 2013

L'esordio narrativo avvenne con Addio, Columbus e cinque racconti (1959). Si tratta di sei racconti in cui Roth dispiega uno stile ironico, coltissimo, ricco di riferimenti culturali che caratterizzeranno tutte le sue opere: la psicanalisi, il laicismo di matrice ebraica, la satira del contemporaneo.
Segue il romanzo Lasciarsi andare (1962), dove Roth affronta i problemi di una coppia (Paul e Libby) con le famiglie d'origine, essendo lui ebreo e lei cristiana. Vi è anche il racconto in prima persona di Gabe Wallach, innamorato più volte ma legato a Martha, più anziana di lui e divorziata. 
Il suo secondo romanzo è Quando lei era buona (1967), che ruota attorno al personaggio di Lucy Nelson, donna molto bella ma considerata instabile.
Il capolavoro di Roth è considerato Lamento di Portnoy (1969), allo stesso tempo tragedia e commedia personale di Alexander Portnoy, un paziente ossessivamente monologante sul lettino, preda di una nevrosi a sfondo sessuale. Dopo le accuse di oscenità, legate alla descrizione dell'attività masturbatoria del protagonista, il libro fu un successo di vendite.
Dopo il Lamento, Roth sperimentò la satira politica con La nostra gang (1971), in cui il personaggio di Trick E. Dixon è chiaramente una satira di Richard Nixon. 
Il seno (1972) si caratterizza per un surrealismo di matrice kafkiana: un professore universitario si risveglia trasformato in un'enorme mammella.
In Il grande romanzo americano (1973) Roth costruisce un romanzo intorno al baseball, e all'ossessione anti-comunista degli americani. 
Il professore di desiderio (1977) riprende il personaggio di David Kepesh (già apparso in Il seno e che tornerà in L'animale morente nel 2001), uno studente, poi professore, dall'intelligenza contemplativa, preso dalle sue visioni letterarie, che esplora i limiti al proprio desiderio erotico imposti dalle convenzioni sociali.
Particolarmente felice è la trilogia costituita da Lo scrittore fantasma (1979), Zuckerman scatenato (1981) e La lezione di anatomia (1983), che ha come protagonista e voce narrante Nathan Zuckerman. Come personaggio egli compare pure in L'orgia di Praga, La controvita, Pastorale americana, Ho sposato un comunista, La macchia umana e Il fantasma esce di scena. Dei tre romanzi, poi riuniti in Zuckerman Bound, il terzo ebbe meno successo, anche se alcuni recensori, tra cui il collega John Updike, ne rivalutarono l'importanza all'interno della trilogia. 
Lo scrittore fantasma (1979) ha a che fare con un giovane Nathan Zuckerman che viene ospitato da uno scrittore famoso. Durante la notte trascorsa a casa sua, il giovane incontra Amy Bellette, una donna con un passato strano e da lui immaginato simile a quello di Anna Frank, credendo anzi a momenti che sia proprio lei, sopravvissuta nell'anonimato. Il romanzo tratta dunque il rapporto tra immaginazione e realtà e anche tra persone di età e notorietà diverse che dell'immaginazione fanno un lavoro.
Zuckerman scatenato (1981) riprende lo stesso tema e la stessa chiave tragicomica, ma con il protagonista in età più avanzata e con la presenza mai neutra del funerale per la morte di suo padre. 
Nel successivo La lezione di anatomia (1983) Zuckerman ha un misterioso dolore al collo e decide di abbandonare la scrittura per studiare medicina. 
L'orgia di Praga (1985) costituisce un epilogo della trilogia. Si tratta del diario di viaggio di Zuckerman nella Praga comunista, alla ricerca di un manoscritto di uno scrittore martire del nazismo, in cui alcuni hanno visto la figura di Bruno Schulz.
La controvita (1986) racconta di Henry, fratello dentista di Nathan Zuckerman, che è sposato e ha figli, ma è anche amante della sua assistente Wendy. Henry è malato di cuore e deve assumere farmaci che lo rendono impotente. Nella speranza di poter riprendere ad avere rapporti con Wendy decide di sottoporsi ad un pericoloso intervento chirurgico. Chiede dunque consiglio al fratello. Se la trama è abbastanza semplice, la scrittura si complica con diverse voci e punti di vista, e considerare le opzioni equivale a prendere in esame le diverse possibilità di fare letteratura.
I fatti. Autobiografia di un romanziere (1988), come più tardi Patrimonio. Una storia vera, è un libro autobiografico che racconta di Roth bambino mentre cresce in un quartiere di Newark e del suo rapporto con il padre. Prosegue con gli anni del "college", il primo matrimonio e il divorzio, quasi seguendo la reale cronologia dell'autore. Tuttavia il racconto si complica per l'interruzione data da una lettera di Zuckerman, personaggio che scrive al suo autore, e prima ancora da una di Roth stesso al suo personaggio, oltre che dalla riflessione di cosa vuol dire scrivere di sé. 
In Patrimonio. Una storia vera (1991) Roth più direttamente racconta di suo padre e della sua morte, ma anche della sua eredità di ebreo. Pur avendo addirittura fotografie del vero padre con il figlio (e il fratello), l'autobiografia non è mai solamente verità e fatti, ma diventa un inevitabile lavoro di "scrittura". Tanto che da questo punto Philip Roth sembra apparire quasi fosse un ulteriore personaggio dei propri romanzi (come in Inganno, Operazione Shylock e Il complotto contro l'America).
In Operazione Shylock: una confessione (1993), Roth visita Israele, dove qualcuno si sta facendo passare per lui. Incontra l'impostore, che spiega le proprie ragioni come attività di propaganda politica per una nuova diaspora. Il sottotitolo "confessione" vuole appunto portare a far credere che non si tratti di un romanzo, ma di una storia vera. Alcuni personaggi in effetti sono veri (tra cui l'amico e collega Aharon Appelfeld e alcune sue vere lettere all'autore), ma il racconto riguarda piuttosto la verificabilità in quanto tale, la raccontabilità e il punto di vista sugli eventi, e cosa vuol dire "io". Nonostante la serietà del tema, il libro scorre con leggerezza e felicità creativa.
Il teatro di Sabbath (1995), racconta di Mickey Sabbath, artista dedito a frequentare prostitute e maschera da "vecchio porco" a cui piace manipolare gli altri, soprattutto le donne, tra le quali spicca il personaggio di Drenka, immigrata croata, altrettanto depravata. Sabbath considera la propria vita un fallimento e medita sul suicidio, ma il tono complessivo è alquanto comico. Pur avendo ricevuto il National Book Award ed essendo stato chiamato da Harold Bloom un "capolavoro", c'è chi ha trovato questo romanzo esagerato o troppo lungo. Frank Kermode invece l'ha proposto quale miglior romanzo degli ultimi 25 anni del XX secolo.
L'ultimo sviluppo della narrativa di Roth è roboante ed epico: Pastorale americana (1997), un romanzo definito dal "New Yorker" "epocale", Ho sposato un comunista (1998) e La macchia umana (2000), considerati una trilogia. Il tema centrale, che sta dietro a tutti e tre i romanzi, è nuovamente la finzione e l'ipocrisia cui ci costringono le convenzioni sociali.
Il primo racconta di Seymour Levov detto "Swede", bello, atletico, ricco, sposo di una ex-miss New Jersey, e tuttavia padre di una figlia ribelle che per protestare contro la guerra in Vietnam si è data alla clandestinità. La "vita perfetta" si sgretola. Tutto questo viene raccontato dal fratello Jerry a una riunione di ex-allievi di una scuola, cui partecipa anche Nathan Zuckerman. Al libro è stato assegnato il premio Pulitzer. 
Il secondo libro della trilogia racconta di Ira Ringold detto "Rinn", la sua ascesa da scaricatore di porto a attore di successo e la sua caduta a causa della "caccia alle streghe" di Hollywood lanciata dal senatore Joseph McCarthy. I rapporti con la moglie Eve Frame e con la figlia, gelosa di lei, e tutte le ipocrisie a cui sottostare fanno del romanzo un ritratto dell'epoca del maccartismo. 
Il terzo romanzo racconta di Coleman Silk, professore di studi classici accusato ingiustamente di razzismo e costretto a dimettersi. Dopo la morte della moglie Iris (legata allo scandalo), Silk si mette con Faunia Farley, bidella della facoltà assai più giovane di lui. Ma la vera trama ha a che vedere con il fatto che il professore è sempre stato considerato da tutti ebreo bianco mentre è più probabilmente per metà creolo. 
In Il complotto contro l'America (2004), la voce narrante è Roth stesso, ma molto più giovane di quando scrive il romanzo. Racconta dell'antisemitismo americano degli anni quaranta, ipotizzando che alla presidenza degli Stati Uniti sia giunto il celebre aviatore, antisemita e filo-nazista, Charles Lindbergh. 
Il successivo Everyman (2006) è una riflessione sull'invecchiare e sull'ammalarsi e sul morire del protagonista (senza nome) partendo dalla fine e ricostruendo la sua infanzia con il fratello nel negozio del padre, i suoi tre matrimoni, i tre figli e i vari adulteri. Con questo romanzo, Roth diventa l'unico scrittore ad aver preso tre volte il Premio PEN/Faulkner per la narrativa.
Nel settembre 2007 Roth pubblica Il fantasma esce di scena, romanzo dai tratti autobiografici che narra dell'uscita di scena del suo alter ego Nathan Zuckerman, scrittore di successo che esce dal suo esilio rurale per tornare in una New York reduce dall'attacco alle Twin Towers. L'incontro con una giovane donna gli fa rinascere il desiderio che però non può soddisfare, mentre gli incontri con vecchie amicizie devastate dalla malattia e dalla vecchiaia lo riportano brutalmente alla propria condizione.
Indignazione (2008) è ambientato nel 1951, durante la guerra di Corea, e racconta di Marcus Messner, studente universitario in fuga dal padre oppressivo, che si innamora di Olivia Hutton, ma viene convinto dalla madre a non proseguire il rapporto con lei dopo l'unico appuntamento dei due giovani. È che la ragazza ha in precedenza tentato il suicidio e il fatto è una marca infamante. Il ragazzo, d'altra parte, si fa espellere dal college per essersi dichiarato ateo, e finisce con dover partire militare in Corea, dove viene ucciso. Il racconto viene fatto a volte dal protagonista già morto e a volte dal suo essere in stato di coma e sotto morfina nel letto d'ospedale dove è ricoverato per le ferite riportate in combattimento.
Successivi sono L'umiliazione (2009) e Nemesi (2010). Anche questi due romanzi, come Everyman e Indignazione, hanno a che fare con un passato che resta irrisolto, che torna e ci sorprende mentre cerchiamo di restare in equilibrio, nella vita presente, tra fatti e finzioni.
Oltre alla narrativa, Roth ha scritto anche alcuni saggi, raccolti in Reading Myself and Others (1975) e in Shop Talk (2001). Si è occupato di Milan Kundera, Jiří Weil, Isaac Bashevis Singer, Edna O'Brien, Bernard Malamud, Primo Levi, Aharon Appelfeld, Philip Guston, Ivan Klíma, Mary McCarthy, Franz Kafka e Saul Bellow. Roth è il terzo scrittore statunitense che ha ricevuto l'onore di vedere pubblicata in vita la sua opera completa dalla Library of America. Nel 2011 ha vinto il Man Booker International Prize e nel 2012 il Premio Principe delle Asturie.

## Opere

### Romanzi
- Lasciar andare (Letting Go, 1962). Con il titolo Lasciarsi andare, Bompiani 1965; con il titolo attuale, Einaudi 2016.
- Quando lei era buona (When She Was Good, 1967). Con il titolo Quando Lucy era buona, Rizzoli 1970; con il titolo attuale, Einaudi 2012.
- Lamento di Portnoy (Portnoy's Complaint, 1969). Bompiani 1970; Leonardo 1989; Mondadori 1998; Einaudi 2005. Con il titolo "Portnoy", Adelphi 2025.
- La nostra gang (Our Gang, 1971). Con il titolo Cosa Bianca Nostra, Bompiani 1972; con il titolo attuale, Einaudi 2014.
- Il grande romanzo americano (The Great American Novel, 1973). Editori Riuniti 1982; Einaudi 2014.
- La mia vita di uomo (My Life As a Man, 1974). Bompiani 1975; Einaudi 2011.
- Il professore di desiderio (The Professor of Desire, 1977). Bompiani 1978; Einaudi 2009.
- Lo scrittore fantasma (The Ghost Writer, 1979). Bompiani 1980; Einaudi 2002.
- Zuckerman scatenato (Zuckerman Unbound, 1981). Bompiani 1981; Einaudi 2004.
- La lezione di anatomia (The Anatomy Lesson, 1983). Bompiani 1986; Einaudi 2006.
- La controvita (The Counterlife, 1986). Bompiani 1988; Einaudi 2010.
- Inganno (Deception, 1990). Leonardo 1991; Einaudi 2006.
- Patrimonio. Una storia vera (Patrimony. A true story, 1991). Einaudi 2007.
- Operazione Shylock: una confessione (Operation Shylock: A Confession, 1993).
- Il teatro di Sabbath (Sabbath's Theater, 1995)
- Pastorale americana (American Pastoral, 1997)
- Ho sposato un comunista (I Married a Communist, 1998)
- La macchia umana (The Human Stain, 2000)
- L'animale morente (The Dying Animal, 2001)
- Il complotto contro l'America (The Plot Against America, 2004)
- Everyman (2006)
- Il fantasma esce di scena (Exit Ghost, 2007)
- Indignazione (Indignation, 2008)
- L'umiliazione (The Humbling, 2009)
- Nemesi (Nemesis, 2010)

### Racconti

#### Raccolte di racconti
- Addio, Columbus e cinque racconti (Goodbye, Columbus, 1959)

#### Racconti non antologizzati
- Philosophy, or Something Like That (1952)
- The Box of Truths (1952)
- The Fence (1953)
- Armando and the Frauds (1953)
- The Final Delivery of Mr. Thorn (1954)
- The Day It Snowed (1954)
- The Contest for Aaron Gold (1955)
- Positive Thinking on Pennsylvania Avenue (1957)
- Mrs. Lindbergh, Mr. Ciardi, and the Teeth and Claws of the Civilized World (1957)
- Rescue from Philosophy (1957)
- I Don't Want to Embarrass You (1957)
- The Hurdles of Satire (1957)
- Coronation on Channel Two (1957)
- Films as Sociology (1957)
- The Proper Study of Show Business (1957)
- Heard Melodies Are Sweeter (1958)
- Expect the Vandals (1958)
- The Kind of Person I am (1958)
- Recollections from Beyond the Last Rope (1959)
- The Love Vessel (1959)
- The Good Girl (1960)
- The Mistaken (1960)
- Jewishness and the Younger Intellectuals (1961)
- American Fiction (1961)
- Novotny's Pain (1962)
- Iowa: A Very Far Country Indeed (1962)
- Philip Roth Talks to Teens (1963)
- Second Dialogue in Israel (1963)
- Psychoanalytic Special (1963)
- An Actor's Life for Me ([1964)
- Channel X: Two Plays on the Race Conflict (1964)
- The National Pastime (1965)
- Seasons of Discontent (1965)
- On the Air (1970)
- Il seno (The Breast, 1972)
- "Ho sempre voluto che ammiraste il mio digiuno", ovvero, guardando Kafka (Looking at Kafka, 1973)
- Imagining Jews (1974)
- In Search of Kafka and Other Answers (1976)
- Dialog: Philip Roth (1977)
- L'orgia di Praga (The Prague Orgy, 1985)
- His Mistress's Voice (1986)
- I Couldn't Restrain Myself (1992)
- A Bit of Jewish Mischief (1993)
- Dr. Huvelle: A Biographical Sketch (1993)
- Juice or Gravy? How I Met My Fate in a Cafeteria (1994)

### Memorie
- I fatti. Autobiografia di un romanziere (The Facts: A Novelist's Autobiography, 1988)
- Conversations with Philip Roth (a cura di George J. Searles, 1991)

### Saggistica
- Country Report: Czechoslovakia (1973)
- Reading Myself and Others (1975)
- Philip Roth Reader (1980; ed. riveduta, 1993)
- Chiacchiere di bottega (Shop Talk, 2001)
- Perché scrivere? Saggi, conversazioni e altri scritti 1960-2013 ( Why Write?: Collected Nonfiction 1960-2013 [contiene Reading Myself and Others, Shop Talk e 14 altri saggi nella sezione Explanations] ), Einaudi, 2018

## Premi
- 1960 National Book Award per Goodbye, Columbus
- 1986 National Book Critics Circle Award per The Counterlife
- 1991 National Book Critics Circle Award per Patrimony
- 1993 PEN/Faulkner Award per Operation Shylock
- 1995 National Book Award per Sabbath's Theater
- 1998 Premio Pulitzer per la narrativa per American Pastoral
- 1998 Ambassador Book Award of the English Speaking Union per I Married A Communist
- 1998 National Medal of Arts dalla Casa Bianca
- 2000 PEN/Faulkner Award per The Human Stain
- 2001 Gold Medal in Fiction dalla American Academy of Arts and Letters
- 2001 Premio Franz Kafka
- 2001 WH Smith Literary Award per The Human Stain
- 2002 National Book Foundation's Award for Distinguished Contribution to American Letters
- 2002 Prix Médicis per The Human Stain
- 2004 Sidewise Award for Alternate History per The Plot Against America
- 2005 WH Smith Literary Award per The Plot Against America
- 2006 Premio PEN/Nabokov[11]
- 2007 PEN/Faulkner Award per Everyman
- 2007 PEN/Saul Bellow Award for Achievement in American Fiction
- 2011 Man Booker International Prize
- 2012 Premio Principe delle Asturie
- 2013 Legion d'onore della Repubblica francese

## Trasposizioni

### Cinema
- La ragazza di Tony, regia di Larry Peerce (Goodbye, Columbus, 1969)
- Se non faccio quello non mi diverto, regia di Ernest Lehman (Portnoy's Complaint, 1972)
- La macchia umana, regia di Robert Benton (The Human Stain, 2003)
- Lezioni d'amore, regia di Isabel Coixet (Elegy, 2008)
- The Humbling, regia di Barry Levinson (2014)
- Indignazione (Indignation), regia di James Schamus (2016)
- American Pastoral, regia di Ewan McGregor (2016)
- Tromperie - Inganno (Tromperie), regia di Arnaud Desplechin (2021)

### Televisione
- Il complotto contro l'America, regia di Minkie Spiro e Thomas Schlamme (The Plot Against America, 2020), miniserie TV